# Spoorlijn Düsseldorf Hafen - Ausstellungsbahnhof Rheinpark
De spoorlijn Düsseldorf Hafen - Ausstellungsbahnhof Rheinpark was een Duitse spoorlijn en was als spoorlijn 43 onder beheer van DB Netze.

## Geschiedenis
Het traject werd door de Preußische Staatseisenbahnen geopend op 1 mei 1902 als aansluiting van de industrie- en wetenschapstentoonstelling die werd gehouden in het Rheinpark. Na afloop van de tentoonstelling is de lijn op 21 oktober 1902 gesloten. Een gedeelte is daarna in gebruik geweest als havenaansluiting.

## Aansluitingen
In de volgende plaatsen was er een aansluiting op de volgende spoorlijnen:
Düsseldorf Hafen
DB 2550, spoorlijn tussen Aken en Kassel